# 마르쿠스 볼프
마르쿠스 요하네스 볼프(독일어: Markus Johannes Wolf, 1923년 1월 19일~2006년 11월 9일)는 동독의 관료로 동독 비밀경찰 및 첩보기관 슈타지의 하위 기관인 대외정찰총국(HVA)의 국장을 34년간(1952년 12월~1986년 5월 30일) 역임했다. 다양한 첩보 수법을 구사하여 서독의 방첩기관을 농락했으며, HVA 요원인 귄터 기욤을 파견하여 서독 총리인 빌리 브란트 휘하에서 일하게 하며 공작을 주도한 것으로 잘 알려져 있다.